# Christine Hanizet
Christine Hanizet (anciennement Christine Bigaran), née le 9 octobre 1971 à Toulouse, est une arbitre française de rugby à XV. Elle officie au niveau professionnel entre 2015 et 2017.

## Biographie
Née le 9 octobre 1971 à Toulouse, n'ayant jamais pratiqué le rugby à XV mais plutôt le handball, elle décide de se tourner vers le milieu de l'arbitrage en rugby en 1999, après avoir eu la confirmation auprès du comité Midi-Pyrénées qu'une femme peut arbitrer des rencontres masculines. Après avoir suivi la formation réglementaire à la fin de l'année 1999, elle arbitre ses premiers matchs en catégories de jeunes début 2000 pour valider le processus de formation ; elle prend ensuite sa licence d'arbitre auprès du club du FC Villefranche-de-Lauragais, du comité Midi-Pyrénées. Elle dirige ensuite son premier match entre des équipes senior au mois de septembre.
Hanizet gravit les échelons, atteignant le niveau fédéral en 2003. Elle arbitre en Fédérale 3 pendant deux saisons, puis en Fédérale 2 à partir de la saison 2006-2007.
En parallèle, elle devient policière municipale en 2003 ; ce poste l'amène à être mutée à Revel en 2006, et à prendre sa licence d'arbitre auprès du club du RC Revel.
Hanizet est sélectionnée au niveau international : après un premier match international en avril 2004, elle officie dans le cadre de la Coupe du monde féminine en 2006 au Canada, puis pour les éditions 2007 et 2008 du Tournoi des Six Nations féminin.
Elle prend ensuite une pause pour cause de grossesse, mais reprend rapidement le chemin des terrains, fortement encouragée par le comité Midi-Pyrénées, ce qui la conduit en 2011 à accéder au niveau Fédérale 1 ; cette nouvelle nomination lui permet également d'officier en tant qu'arbitre de touche pendant des rencontres de Pro D2. Lors de son premier match en bord de terrain en seconde division professionnelle, le 24 septembre 2011 lors d'une rencontre Tarbes PR - US Carcassonne, elle doit d'ailleurs assurer le remplacement de l'arbitre central, blessé, pendant 20 minutes,.
Quelques semaines plus tard, elle est invitée à intégrer l'équipe d'arbitres couvrant un tournoi élite féminin de rugby à sept à Dubaï. Malgré cette expérience, elle se concentre sur le championnat de France,.
Elle intervient à nouveau lors du Tournoi des Six Nations féminin, pour les éditions 2012 et 2014.

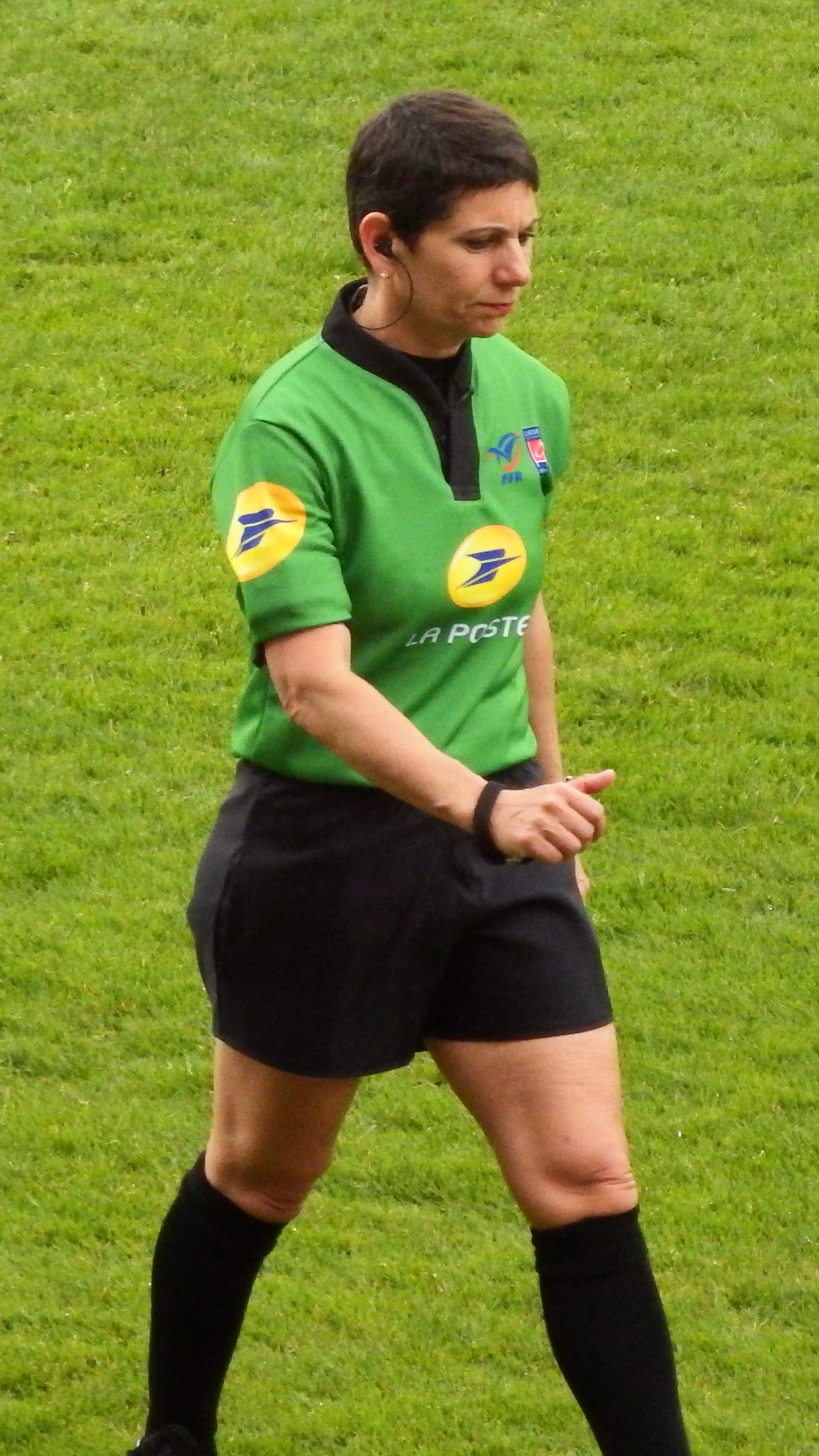
Christine Hanizet arbitre sa dernière rencontre professionnelle, entre le Stade aurillacois et l'US Dax, dans le cadre de la 30e journée de Pro D2.

En juin 2015, sa promotion en tant qu'arbitre de champ de Pro D2 est officialisée. Christine Hanizet devient ainsi le 19 septembre 2015, soit à l'âge de 43 ans, la première femme à arbitrer une rencontre professionnelle de rugby à XV en France, dans le cadre de la rencontre de Pro D2 USA Perpignan - US Dax.
La limite d'âge pour exercer les fonctions d'arbitre sportif au niveau professionnel étant de 45 ans, elle vit sa dernière saison à ce poste en 2016-2017,.